# Campionat d'Itàlia de Motociclisme de Velocitat
El Campionat d'Itàlia de Motociclisme de Velocitat (en italià, Campionato Italiano Velocità, abreujat CIV), regulat per la federació italiana de motociclisme (FMI, Federazione Motociclistica Italiana), és la màxima competició de motociclisme de velocitat que es disputa a Itàlia. Organitzat des de 1911, és un dels campionats estatals d'aquest esport de referència internacional.

## Història

### Els inicis (1911-1940)
El primer Campionato Motociclistico Italiano su strada es va convocar el 1911 en el format d'una prova única i fou organitzat pel Moto Club d'Italia, acabat de constituir. S'hi admetien dues classes: 1/3 de litre (335 cc) i 1/2 litre (500 cc), les quals havien de competir a l'única cursa prevista, la "Milano-Aprica-Milano". Es tractava d'un recorregut circular de 314,6 km que passava per Sesto San Giovanni, Lecco, Colico, Sondrio, Passo dell'Aprica, Edolo, Lovere, Bèrgam i Crescenzago. El guanyador i, per tant, primer Campió d'Itàlia fou Carlo Pusterla amb una Triumph 500, a una velocitat mitjana de 43,510 km/h. Mario Acerboni, amb una Frera, fou el campió de la categoria 1/3 de litre. La fórmula de cursa única es va mantenir fins al 1920, amb alguns canvis pel que fa a les classes admeses i la ubicació de la cursa (Cremona el 1913 i 1919, el "Circuito delle Valli del Ticino" el 1920).
A banda, el 26 d'octubre de 1919 es va celebrar també un Campionato Italiano in Pista al circuit del Trotter de Milà i vàlid per a la categoria de fins a 1000 cc. El va guanyar Giovanni Borgotti amb una Fongri 5 ½ HP.
El primer campionat d'Itàlia amb el format de diverses proves es va celebrar el 1921 i constava de 12 proves dividides a parts iguals entre curses en circuit, pujades de muntanya i curses de llarga distància (aquestes darreres atorgaven una puntuació més alta). A la darrera cursa d'aquella temporada, la Milano-Napoli (amb una distància total de 877 km), hi va debutar en competició l'acabada de fundar Moto Guzzi, la qual va inscriure-hi dues motos "500 Normale", pilotades per Mario Cavedini i Aldo Finzi.
La fórmula de diverses proves es va mantenir durant els anys següents, tret del 1922 en què no es va celebrar cap campionat. Al mateix temps, s'introduïren diferents categories: a les tradicionals de 350 i 500 cc s'hi van afegir les de bicicletes motoritzades (convertida més tard en 125 cc), 175, 250, 750 i 1000 cc (aquestes dues darreres es varen suprimir el 1923 i el 1924 respectivament).

### De la postguerra a la dècada del 1990
L'entrada d'Itàlia a la Segona Guerra Mundial va obligar a interrompre la temporada de 1940 i el campionat no es va reprendre fins al 1946, ara amb un nou format de només dues classes: 250 i 500 cc, a les quals s'hi van afegir més tard la de 125 cc (a partir de 1948), 175 cc (entre 1954 i 1956) i 350 cc (només el 1957). Arran de la retirada de les competicions de Gilera, Mondial i Moto Guzzi, el campionat d'Itàlia, que en aquells moments s'anomenava Campionato Italiano Seniores, va viure un moment de crisi, del qual es va recuperar a principis de la dècada del 1960. A finals d'aquella dècada es va reintroduir la classe de 350 cc (1967) i es va instaurar la de 50 cc (1969).
La mort d'Angelo Bergamonti el 4 d'abril de 1971 durant la cursa de Riccione de la Temporada Romagnola va suposar un canvi important en l'organització de les curses: els circuits urbans van ser eliminats en favor dels permanents.
El 1980 es va introduir una nova fórmula al campionat, amb dues mànegues per a cada cursa (com es fa, per exemple, a les de motocròs), una solució que va resultar poc reeixida. A la mateixa temporada, el títol de 350 cc va ser "rebaixat" a Trofeu FIM. El 1982, els títols de campions d'Itàlia no es van poder atorgar en no haver-se celebrat el mínim de curses requerides. Això va comportar que, el 1983, la FMI canviés d'entitat organitzadora i triés Flammini Racing (el futur organitzador del campionat del món de Superbike); l'entrada de Flammini va suposar la introducció d'una nova classe reservada a les motos de quatre temps, la TT1 (més tard anomenada F1), arran de la èxit del campionat mundial d'aquesta classe que s'havia establert el 1977.
El 1985 el campionat va ser rebatejat com a Campionato Italiano Grand Prix, mentre que l'antiga classe TT1 es va reanomenar F1 el 1987 (més tard, fou substituïda per la nova classe Superbike). Com a novetat, a partir de 1988 el campionat va tornar a ser a una cursa única (a excepció de la categoria de Superbike) i va romandre així fins al 1992.

### Segle XXI
D'ençà de 1993, el campionat d'Itàlia absolut van tornar a canviar d'organitzador i, a partir del 2001, es va reanomenar Campionato Italiano Velocità.
L'any 2001, el campionat d'Itàlia es disputà en cinc categories diferents: Superbike, Supersport, Stock 1000, 125 i 250 (aquesta darrera es va cancel·lar el 2002). El 2005 el calendari es va ampliar i es va apujar a sis el nombre de proves programades per a cada classe del campionat. El 2006, gràcies al títol obtingut per Luca Scassa al campionat de Stock 1000, MV Agusta va tornar a guanyar un campionat d'Itàlia després de trenta anys. El 2007, Michele Pirro va guanyar el primer dels seus nou títols, que el convertiren en el pilot més reeixit de la dècada del 2000. El 2009 es va tornar al total de cinc categories amb la introducció de l'Stock 600.
El 2010, el calendari del campionat s'amplià a set proves per a cada classe. La classe Moto2 hi fou present els anys 2011 i 2012. Després del canvi introduït al mundial de motociclisme, la classe 125 també fou substituïda per Moto3 al campionat d'Itàlia. A partir de la temporada 2013 el calendari tornà a canviar amb la introducció de l'esdeveniment de doble cursa a totes les categories. El 2017, coincidint amb l'inici del Campionat del Món de Supersport 300, aquesta categoria també passà a formar part del campionat d'Itàlia.
El 2020 s'introduí al campionat de Superbike, com a opció per als equips, la centraleta única produïda per MoTec, una unitat de control electrònic que rep la informació de tots els sensors de la moto i pren les decisions en funció de la programació (aquest component esdevingué obligatori el 2021). Aquell any, a més, per tal de donar una major visibilitat al campionat s'organitzà una cursa nocturna durant la segona prova, al circuit de Misano.

## Llista de campions
Nota.- Només es llisten els campions en classes de motocicleta, sense considerar, doncs, els sidecars.

### De 1911 a 1940
| Any  |                                                                                  | 1/4 l (250 cc)                                                                   | 1/3 l (335 cc)                                                                   | 1/2 l (500 cc)                                                                   | +1/2 l (+500 cc)                                                                 |
| ---- | -------------------------------------------------------------------------------- | -------------------------------------------------------------------------------- | -------------------------------------------------------------------------------- | -------------------------------------------------------------------------------- | -------------------------------------------------------------------------------- |
| 1911 |                                                                                  |                                                                                  | Mario Acerboni (Frera)                                                           | Carlo Pusterla (Triumph)                                                         |                                                                                  |
| 1912 |                                                                                  | Melchiorre Cremaschi (Moto Rêve)                                                 | Ernesto Gnesa (Bucher & Zeda)                                                    | Ernesto Vailati (Rudge)                                                          | Pietro Ghirlanda (NSU)                                                           |
| 1913 |                                                                                  | Mario Pesce (Terrot)                                                             | Miro Maffeis (Douglas)                                                           | Carlo Maffeis (Moto Rêve)                                                        |                                                                                  |
| 1914 |                                                                                  |                                                                                  | Carlo Borgo (Borgo)                                                              | Federico Della Ferrera (Della Ferrera)                                           |                                                                                  |
|      | 175 cc                                                                           | 250 cc                                                                           | 350 cc                                                                           | 500 cc                                                                           | 750 cc                                                                           |
| 1919 |                                                                                  |                                                                                  | Enrico Pozzi (Motosacoche)                                                       | Mario Dovo (Della Ferrera)                                                       |                                                                                  |
| 1920 |                                                                                  |                                                                                  | Pietro Calvi (Motosacoche)                                                       | Biagio Nazzaro (Della Ferrera)                                                   | Virginio Appiani (James)                                                         |
| 1921 |                                                                                  |                                                                                  | Oreste Garanzini (Veros)                                                         | Ernesto Vailati (Sunbeam)                                                        | Augusto Rava (Indian)                                                            |
| 1922 | No disputat                                                                      | No disputat                                                                      | No disputat                                                                      | No disputat                                                                      | No disputat                                                                      |
| 1923 |                                                                                  | Oreste Garanzini (JAP-Garanzini)                                                 | Achille Varzi (Garelli)                                                          | Pierino Opessi (Triumph)                                                         | Augusto Rava (Indian)                                                            |
| 1924 |                                                                                  | Giovanni Gianoglio (Maffeis)                                                     | Olindo Raggi (AJS)                                                               | Tazio Nuvolari (Norton)                                                          |                                                                                  |
| 1925 |                                                                                  | Miro Maffeis (Maffeis)                                                           | Pietro Ghersi (AJS)                                                              | Mario Saetti (Norton)                                                            |                                                                                  |
| 1926 | Umberto Faraglia (Harlette-Puch)                                                 | Alfredo Panella (Galloni)                                                        | Tazio Nuvolari (Bianchi)                                                         | Achille Varzi (Sunbeam)                                                          |                                                                                  |
| 1927 | Tonino Benelli (Benelli)                                                         | Arrigo Cimatti (Moto Guzzi)                                                      | Luigi Macchi (Frera)                                                             | Luigi Quattrocchi (Saroléa)                                                      |                                                                                  |
| 1928 | Tonino Benelli (Benelli)                                                         | Ugo Raccagni (Moto Guzzi)                                                        | Amilcare Moretti (Bianchi)                                                       | Mario Colombo (Sunbeam)                                                          |                                                                                  |
| 1929 | Alfredo Panella (Ladetto-Blatto)                                                 | Ugo Prini (Moto Guzzi)                                                           | Amilcare Moretti (Bianchi)                                                       | Mario Colombo (Sunbeam)                                                          |                                                                                  |
| 1930 | Tonino Benelli (Benelli)                                                         | Alfredo Panella (Moto Guzzi)                                                     | Mario Ghersi (Velocette)                                                         | Terzo Bandini (Rudge)                                                            |                                                                                  |
| 1931 | Tonino Benelli (Benelli)                                                         | Alfredo Panella (Moto Guzzi)                                                     | Guido Cerato (Norton / Rudge)                                                    | Terzo Bandini (Rudge)                                                            |                                                                                  |
| 1932 | Carlo Baschieri (Benelli)                                                        | Riccardo Brusi (Moto Guzzi)                                                      | Guido Cerato (Rudge)                                                             | Terzo Bandini (Miller Balsamo)                                                   |                                                                                  |
| 1933 | Dorino Serafini (MM)                                                             | Alfredo Panella (Moto Guzzi)                                                     | Federigo Susini (Norton)                                                         | Giordano Aldrighetti (Rudge)                                                     |                                                                                  |
| 1934 | Amilcare Rossetti (Benelli)                                                      | Nello Pagani (Miller Balsamo)                                                    | Aldo Pigorini (Rudge)                                                            | Omobono Tenni (Moto Guzzi)                                                       |                                                                                  |
| 1935 |                                                                                  | Aldo Pigorini (Moto Guzzi)                                                       | Biagio Nocchi (Rudge)                                                            | Omobono Tenni (Moto Guzzi)                                                       |                                                                                  |
| 1936 |                                                                                  | Celeste Cavaciuti (Benelli)                                                      | Albino Milani (Norton)                                                           | Dorino Serafini (Bianchi)                                                        |                                                                                  |
| 1937 |                                                                                  | Nello Pagani (Moto Guzzi)                                                        | Amilcare Rossetti (Norton)                                                       | Guglielmo Sandri (Moto Guzzi)                                                    |                                                                                  |
| 1938 |                                                                                  | Nello Pagani (Moto Guzzi)                                                        | Michele Mangione (MM)                                                            | Giordano Aldrighetti (Gilera)                                                    |                                                                                  |
| 1939 |                                                                                  | Amilcare Rossetti (Benelli)                                                      | Aldo Bernardoni (Norton)                                                         | Francesco Lama (Gilera)                                                          |                                                                                  |
| 1940 | Campionat interromput després de dues curses a causa de la Segona Guerra Mundial | Campionat interromput després de dues curses a causa de la Segona Guerra Mundial | Campionat interromput després de dues curses a causa de la Segona Guerra Mundial | Campionat interromput després de dues curses a causa de la Segona Guerra Mundial | Campionat interromput després de dues curses a causa de la Segona Guerra Mundial |

1. ↑  Possiblement no oficial

#### Classes esporàdiques
| Any  | Bicicletes motoritzades          | Bicicletes motoritzades 125 cc | 1000 cc                            | 1200 cc                           |
| ---- | -------------------------------- | ------------------------------ | ---------------------------------- | --------------------------------- |
| 1919 |                                  |                                | Giovanni Borgotti (Fongri 5 ½ HP)  |                                   |
| 1920 |                                  |                                |                                    | Edoardo Winkler (Harley-Davidson) |
| 1921 |                                  |                                | Biagio Nazzaro (Harley-Davidson)   |                                   |
| 1922 | No disputat                      | No disputat                    | No disputat                        | No disputat                       |
| 1923 | Luigi Parravicini (Garlaschelli) |                                | Amedeo Ruggeri (Indian)            |                                   |
| 1924 | Mario Cavedagna (G.D.)           |                                | Umberto Faraglia (Harley-Davidson) |                                   |
| 1925 | Carlo Baschieri (G.D.)           |                                |                                    |                                   |
| 1926 | Amedeo Tigli (MM)                |                                |                                    |                                   |
|      |                                  |                                |                                    |                                   |
| 1928 |                                  | Enrico Mariani (MM)            |                                    |                                   |

### De 1946 a l'actualitat

#### Per cilindrada
A 31 de desembre de 2024
| Any  |                                                           | 125 cc                                             | 175 cc                                             | 250 cc                                             | 350 cc                                             | 500 cc                                             |
| ---- | --------------------------------------------------------- | -------------------------------------------------- | -------------------------------------------------- | -------------------------------------------------- | -------------------------------------------------- | -------------------------------------------------- |
| 1946 |                                                           |                                                    |                                                    | Nino Martelli (Moto Guzzi)                         |                                                    | Nello Pagani (Gilera)                              |
| 1947 |                                                           |                                                    |                                                    | Dario Ambrosini (Moto Guzzi)                       |                                                    | Omobono Tenni (Moto Guzzi)                         |
| 1948 |                                                           | Raffaele Alberti (Morini)                          |                                                    | Enrico Lorenzetti (Moto Guzzi)                     |                                                    | Bruno Bertacchini (Moto Guzzi)                     |
| 1949 |                                                           | Umberto Masetti (Morini)                           |                                                    | Bruno Ruffo (Moto Guzzi)                           |                                                    | Enrico Lorenzetti (Moto Guzzi)                     |
| 1950 | Corsa:                                                    | Carlo Ubbiali (Mondial)                            |                                                    | Dario Ambrosini (Benelli)                          |                                                    | Umberto Masetti (Gilera)                           |
| 1950 | Sport:                                                    | Franco Bertoni (MV Agusta)                         |                                                    | Guido Leoni (Moto Guzzi)                           |                                                    | Umberto Masetti (Gilera)                           |
| 1951 |                                                           | Carlo Ubbiali (Mondial)                            |                                                    | Bruno Ruffo (Moto Guzzi)                           |                                                    | Nello Pagani (Gilera)                              |
| 1952 |                                                           | Carlo Ubbiali (Mondial)                            |                                                    | Enrico Lorenzetti (Moto Guzzi)                     |                                                    | Alfredo Milani (Gilera)                            |
| 1953 |                                                           | Emilio Mendogni (Morini)                           |                                                    | Enrico Lorenzetti (Moto Guzzi)                     |                                                    | Umberto Masetti (Gilera)                           |
| 1954 |                                                           | Angelo Copeta (MV Agusta)                          | Emilio Mendogni (Morini)                           | Duilio Agostini (Moto Guzzi)                       |                                                    | Umberto Masetti (Gilera)                           |
| 1955 |                                                           | Tarquinio Provini (Mondial)                        | Umberto Masetti (MV Agusta)                        | Enrico Lorenzetti (Moto Guzzi)                     |                                                    | Libero Liberati (Gilera)                           |
| 1956 |                                                           | Carlo Ubbiali (MV Agusta)                          | Tarquinio Provini (Mondial)                        | Carlo Ubbiali (MV Agusta)                          |                                                    | Libero Liberati (Gilera)                           |
| 1957 |                                                           | Tarquinio Provini (Mondial)                        |                                                    | Tarquinio Provini (Mondial)                        | Alano Montanari (Moto Guzzi)                       | Giuseppe Colnago (Moto Guzzi)                      |
| 1958 |                                                           | Bruno Spaggiari (MV Agusta)                        |                                                    | Tarquinio Provini (Mondial)                        |                                                    | Carlo Bandirola (MV Agusta)                        |
| 1959 |                                                           | Carlo Ubbiali (MV Agusta)                          |                                                    | Tarquinio Provini (MV Agusta)                      |                                                    | Remo Venturi (MV Agusta)                           |
| 1960 |                                                           | Carlo Ubbiali (MV Agusta)                          |                                                    | Carlo Ubbiali (MV Agusta)                          |                                                    | Remo Venturi (MV Agusta)                           |
| 1961 |                                                           | Francesco Villa (Mondial)                          |                                                    | Tarquinio Provini (Morini)                         |                                                    | Ernesto Brambilla (Bianchi)                        |
| 1962 |                                                           | Francesco Villa (Mondial)                          |                                                    | Tarquinio Provini (Morini)                         |                                                    | Remo Venturi (MV Agusta)                           |
| 1963 |                                                           | Francesco Villa (Mondial)                          |                                                    | Tarquinio Provini (Morini)                         |                                                    | Silvio Grassetti (MV Agusta)                       |
| 1964 |                                                           | Bruno Spaggiari (MV Agusta)                        |                                                    | Giacomo Agostini (Morini)                          |                                                    | Remo Venturi (Bianchi)                             |
| 1965 |                                                           | Francesco Villa (Mondial)                          |                                                    | Tarquinio Provini (Benelli)                        |                                                    | Giacomo Agostini (MV Agusta)                       |
|      | 60 cc                                                     | 125 cc                                             | 175 cc                                             | 250 cc                                             | 350 cc                                             | 500 cc                                             |
| 1966 | Paolo Sottili (Mondial)                                   | Walter Villa (Mondial)                             |                                                    | Tarquinio Provini (Benelli)                        |                                                    | Giacomo Agostini (MV Agusta)                       |
| 1967 | Paolo Sottili (Minarelli)                                 | Walter Villa (Mondial)                             |                                                    | Angelo Bergamonti (Morini)                         | Silvio Grassetti (Benelli)                         | Angelo Bergamonti (Paton)                          |
| 1968 | Otello Buscherini (Malanca)                               | Walter Villa (Montesa)                             |                                                    | Renzo Pasolini (Benelli)                           | Renzo Pasolini (Benelli)                           | Giacomo Agostini (MV Agusta)                       |
|      | 50 cc                                                     | 125 cc                                             | 175 cc                                             | 250 cc                                             | 350 cc                                             | 500 cc                                             |
| 1969 | Gilberto Parlotti (Tomos) 60cc: E. Di Giacinto (Guazzoni) | Silvano Bertarelli (Aermacchi)                     |                                                    | Renzo Pasolini (Benelli)                           | Renzo Pasolini (Benelli)                           | Giacomo Agostini (MV Agusta)                       |
| 1970 | Gilberto Parlotti (Tomos)                                 | Angelo Bergamonti (Aermacchi)                      |                                                    | Silvio Grassetti (Yamaha)                          | Giacomo Agostini (MV Agusta)                       | Giacomo Agostini (MV Agusta)                       |
| 1971 | Alberto Ieva (Morbidelli)                                 | Gilberto Parlotti (Morbidelli)                     |                                                    | Guido Mandracci (Yamaha)                           | Giacomo Agostini (MV Agusta)                       | Giacomo Agostini (MV Agusta)                       |
| 1972 | Alberto Ieva (Morbidelli)                                 | Adriano Cocchi (Yamaha)                            |                                                    | Renzo Pasolini (Aermacchi)                         | Giacomo Agostini (MV Agusta)                       | Giacomo Agostini (MV Agusta)                       |
| 1973 | Otello Buscherini (Malanca)                               | Eugenio Lazzarini (Piovaticci)                     |                                                    | Walter Villa (Yamaha)                              | Renzo Pasolini (H-D)                               | Giacomo Agostini (MV Agusta)                       |
| 1974 | Claudio Lusuardi (Villa)                                  | Otello Buscherini (Malanca)                        |                                                    | Armando Toracca (Yamaha)                           | Mario Lega (Bimota-Yamaha)                         | Giacomo Agostini (MV Agusta)                       |
| 1975 | Claudio Lusuardi (Derbi)                                  | Pier Paolo Bianchi (Morbidelli)                    |                                                    | Walter Villa (Harley-Davidson)                     | Giovanni Proni (Yamaha)                            | Giacomo Agostini (Yamaha)                          |
| 1976 | Eugenio Lazzarini (Kreidler)                              | Pier Paolo Bianchi (Morbidelli)                    |                                                    | Walter Villa (Harley-Davidson)                     | Walter Villa (Harley-Davidson)                     | Giacomo Agostini (Yamaha)                          |
| 1977 | Guido Mancini (Kreidler / Iprem)                          | Eugenio Lazzarini (Morbidelli)                     |                                                    | Franco Uncini (H-D)                                | Mario Lega (Yamaha)                                | Giacomo Agostini (MV/Yamaha)                       |
| 1978 | Eugenio Lazzarini (Kreidler)                              | Maurizio Massimiani (MBA)                          |                                                    | Paolo Pileri (Morbidelli)                          | Gianfranco Bonera i Pierluigi Conforti (Yamaha)    | Virginio Ferrari (Suzuki)                          |
| 1979 | Claudio Lusuardi (Bultaco)                                | Gianpaolo Marchetti (MBA)                          |                                                    | Walter Villa (Yamaha)                              | Massimo Matteoni (Yamaha)                          | Carlo Perugini (Suzuki)                            |
| 1980 | Claudio Lusuardi (Bultaco)                                | Pier Paolo Bianchi (MBA)                           |                                                    | Gianpaolo Marchetti (MBA)                          | Silvano Ricchetti (Yamaha)                         | Marco Lucchinelli (Suzuki)                         |
| 1981 | Paolo Priori (Paolucci)                                   | Loris Reggiani (Minarelli)                         |                                                    | Paolo Ferretti (Yamaha)                            | Attilio Riondato (Bimota)                          | Marco Lucchinelli (Suzuki)                         |
| 1982 | Cap títol atorgat (massa poques proves disputades)        | Cap títol atorgat (massa poques proves disputades) | Cap títol atorgat (massa poques proves disputades) | Cap títol atorgat (massa poques proves disputades) | Cap títol atorgat (massa poques proves disputades) | Cap títol atorgat (massa poques proves disputades) |
| 1983 | Claudio Lusuardi (Villa)                                  | Maurizio Vitali (MBA)                              |                                                    | Massimo Matteoni (Yamaha)                          |                                                    | Leandro Becheroni (Suzuki)                         |
|      | 80 cc                                                     | 125 cc                                             |                                                    | 250 cc                                             |                                                    | 500 cc                                             |
| 1984 | Salvatore Milano (Kreidler)                               | Ezio Gianola (MBA)                                 |                                                    | Maurizio Vitali (MBA)                              |                                                    | Lorenzo Ghiselli (Suzuki)                          |
| 1985 | Bruno Casanova (Lusuardi)                                 | Ezio Gianola (Garelli)                             |                                                    | Fausto Ricci (Honda)                               |                                                    | Franco Uncini (Suzuki)                             |
| 1986 | Salvatore Milano (Krauser)                                | Luca Cadalora (Garelli)                            |                                                    | Fausto Ricci (Honda)                               |                                                    | Fabio Biliotti (Honda)                             |
| 1987 | Salvatore Milano (Krauser)                                | Ezio Gianola (Honda)                               |                                                    | Maurizio Vitali (Garelli)                          |                                                    | Alessandro Valesi (Honda)                          |
| 1988 | Giuseppe Ascareggi (BBFT)                                 | Emilio Cuppini (Garelli)                           |                                                    | Luca Cadalora (Yamaha)                             |                                                    | Pierfrancesco Chili (Honda)                        |
| 1989 | Roberto Sassone (Unimoto)                                 | Ezio Gianola (Honda)                               |                                                    | Luca Cadalora (Yamaha)                             |                                                    | Pierfrancesco Chili (Honda)                        |
| 1990 |                                                           | Fausto Gresini (Honda)                             |                                                    | Luca Cadalora (Yamaha)                             |                                                    |                                                    |
| 1991 |                                                           | Maurizio Vitali (Gazzaniga)                        |                                                    | Pierfrancesco Chili (Aprilia)                      |                                                    |                                                    |
| 1992 |                                                           | Ezio Gianola (Honda)                               |                                                    | Marcellino Lucchi (Aprilia)                        |                                                    |                                                    |
| 1993 |                                                           | Stefano Perugini (Aprilia)                         |                                                    | Marcellino Lucchi (Aprilia)                        |                                                    |                                                    |
| 1994 |                                                           | Ivan Cremonini (Aprilia)                           |                                                    | Marcellino Lucchi (Aprilia)                        |                                                    |                                                    |
| 1995 |                                                           | Valentino Rossi (Aprilia)                          |                                                    | Marcellino Lucchi (Aprilia)                        |                                                    |                                                    |
| 1996 |                                                           | Igor Antonelli (Honda)                             |                                                    | Marcellino Lucchi (Aprilia)                        |                                                    |                                                    |
| 1997 |                                                           | Marco Melandri (Honda)                             |                                                    | Marcellino Lucchi (Aprilia)                        |                                                    |                                                    |
| 1998 |                                                           | Manuel Poggiali (Aprilia)                          |                                                    | Diego Giugovaz (Aprilia)                           |                                                    |                                                    |
| 1999 |                                                           | Fabrizio De Marco (Aprilia)                        |                                                    | Ivan Clementi (Aprilia)                            |                                                    |                                                    |
| 2000 |                                                           | Gaspare Caffiero (Aprilia)                         |                                                    | Riccardo Chiarello (Aprilia)                       |                                                    |                                                    |
| 2001 |                                                           | Gioele Pellino (Honda)                             |                                                    | Valter Bartolini (Honda)                           |                                                    |                                                    |
| 2002 |                                                           | Fabrizio Lai (E-E)                                 |                                                    | Valter Bartolini (Honda)                           |                                                    |                                                    |
| 2003 |                                                           | Fabrizio Lai (Malaguti)                            |                                                    |                                                    |                                                    |                                                    |
| 2004 |                                                           | Alessio Aldrovandi (Honda)                         |                                                    |                                                    |                                                    |                                                    |
| 2005 |                                                           | Simone Grotzkyj (Aprilia)                          |                                                    |                                                    |                                                    |                                                    |
| 2006 |                                                           | Luca Verdini (Aprilia)                             |                                                    |                                                    |                                                    |                                                    |
| 2007 |                                                           | Roberto Lacalendola (Aprilia)                      |                                                    |                                                    |                                                    |                                                    |
| 2008 |                                                           | Lorenzo Savadori (Aprilia)                         |                                                    |                                                    |                                                    |                                                    |
| 2009 |                                                           | Riccardo Moretti (Aprilia)                         |                                                    |                                                    |                                                    |                                                    |
| 2010 |                                                           | Francesco Mauriello (Aprilia)                      |                                                    |                                                    |                                                    |                                                    |
|      |                                                           | 125 cc                                             | Moto3                                              | Moto2                                              |                                                    |                                                    |
| 2011 |                                                           | Niccolò Antonelli (Aprilia)                        | Armando Pontone (Honda)                            | Alessandro Andreozzi (FTR)                         |                                                    |                                                    |
| 2012 |                                                           | Lorenzo Dalla Porta (Aprilia)                      | Kevin Calia (Honda)                                | Ferruccio Lamborghini (Ten Kate)                   |                                                    |                                                    |
| 2013 |                                                           |                                                    | Andrea Locatelli (Mahindra)                        |                                                    |                                                    |                                                    |
|      | Pre-Moto3 125 cc                                          | Pre-Moto3 250 cc                                   | Moto3                                              | NSF 250                                            |                                                    |                                                    |
| 2014 | Tony Arbolino (Honda)                                     | Stefano Nepa (RMU)                                 | Manuel Pagliani (Honda)                            |                                                    |                                                    |                                                    |
| 2015 | Leonardo Taccini (RMU)                                    | Celestino Vietti Ramus (RMU)                       | Marco Bezzecchi (Mahindra)                         | Matteo Ghidini (Honda)                             |                                                    |                                                    |
| 2016 |                                                           |                                                    | Manuel Pagliani (GEO-Honda)                        |                                                    |                                                    |                                                    |
| 2017 |                                                           |                                                    | Nicholas Spinelli (KTM)                            |                                                    |                                                    |                                                    |
| 2018 |                                                           |                                                    | Kevin Zannoni (TM)                                 |                                                    |                                                    |                                                    |
| 2019 |                                                           |                                                    | Nicholas Spinelli (Honda)                          |                                                    |                                                    |                                                    |
| 2020 |                                                           |                                                    | Kevin Zannoni (Honda)                              |                                                    |                                                    |                                                    |
| 2021 |                                                           |                                                    | Elia Bartolini (KTM)                               |                                                    |                                                    |                                                    |
| 2022 |                                                           |                                                    | Cesare Tiezzi (BeOn)                               |                                                    |                                                    |                                                    |
| 2023 |                                                           |                                                    | Vicente Pérez (2WheelsPoliTo)                      |                                                    |                                                    |                                                    |
| 2024 |                                                           |                                                    | Marcos Ruda (2WheelsPoliTo)                        |                                                    |                                                    |                                                    |

1. ↑  Trofeo FMI

#### Sport Production
A 31 de desembre de 2024
| Any  | Superstock 600               | Superstock 1000                         | Supersport                      | Superbike                    |
| ---- | ---------------------------- | --------------------------------------- | ------------------------------- | ---------------------------- |
| 1988 |                              |                                         |                                 | Davide Tardozzi (Bimota)     |
| 1989 |                              |                                         |                                 | Baldassarre Monti (Ducati)   |
| 1990 |                              |                                         |                                 | Fabrizio Pirovano (Ducati)   |
| 1991 |                              |                                         |                                 | Fred Merkel (Honda)          |
| 1992 |                              |                                         | Gianluca Galasso (Bimota)       | Fabrizio Pirovano (Yamaha)   |
| 1993 |                              |                                         | Gianmaria Liverani (Honda)      | Fabrizio Pirovano (Yamaha)   |
| 1994 |                              |                                         | Gianmaria Liverani (Honda)      | Fabrizio Pirovano (Ducati)   |
| 1995 |                              |                                         | Camillo Mariottini (Ducati)     | Paolo Casoli (Yamaha)        |
| 1996 |                              |                                         | Mauro Lucchiari (Ducati)        | Paolo Casoli (Ducati)        |
| 1997 |                              |                                         | Paolo Casoli (Ducati)           | Serafino Foti (Ducati)       |
| 1998 |                              |                                         | Angelo Conti (Suzuki)           | Paolo Blora (Ducati)         |
| 1999 |                              |                                         | Norino Brignola (Bimota)        | Paolo Casoli (Ducati)        |
| 2000 |                              | Fabio Capriotti (Yamaha)                | Antonio Carlacci (Yamaha)       | Giovanni Bussei (Kawasaki)   |
| 2001 |                              | Roberto Antonello (Suzuki)              | Stefano Cruciani (Yamaha)       | Lucio Pedercini (Ducati)     |
| 2002 |                              | Alessandro Valia (Ducati)               | Camillo Mariottini (Yamaha)     | Lucio Pedercini (Ducati)     |
| 2003 |                              | Lorenzo Lanzi (Ducati)                  | Gianluca Nannelli (Yamaha)      | Mauro Sanchini (Kawasaki)    |
| 2004 |                              | Luca Conforti (Yamaha)                  | Cristiano Migliorati (Kawasaki) | Alessandro Gramigni (Yamaha) |
| 2005 |                              | Alessandro Polita (Suzuki)              | Simone Sanna (Honda)            | Norino Brignola (Ducati)     |
| 2006 |                              | Luca Scassa (MV Agusta)                 | Massimo Roccoli (Yamaha)        | Marco Borciani (Ducati)      |
| 2007 |                              | Michele Pirro (Yamaha)                  | Massimo Roccoli (Yamaha)        | Marco Borciani (Ducati)      |
| 2008 |                              | Michele Pirro (Yamaha)                  | Massimo Roccoli (Yamaha)        | Luca Scassa (MV Agusta)      |
| 2009 | Andrea Boscoscuro (Kawasaki) | Stefano Cruciani (Ducati)               | Michele Pirro (Yamaha)          | Norino Brignola (Ducati)     |
| 2010 | Fabio Massei (Yamaha)        | Ivan Goi (Aprilia)                      | Roberto Tamburini (Yamaha)      | Alessandro Polita (Ducati)   |
| 2011 | Dino Lombardi (Yamaha)       | Danilo Petrucci (Ducati)                | Ilario Dionisi (Honda)          | Matteo Baiocco (Ducati)      |
| 2012 | Riccardo Russo (Yamaha)      | Ivan Goi (Ducati)                       | Ilario Dionisi (Honda)          | Matteo Baiocco (Ducati)      |
| 2013 | Andrea Tucci (Honda)         |                                         | Stefano Cruciani (Kawasaki)     | Eddi La Marra (Ducati)       |
| 2014 |                              |                                         | Federico Caricasulo (Honda)     | Ivan Goi (Ducati)            |
|      | CBR 600                      | Supersport 300                          | Supersport                      | Superbike                    |
| 2015 | Axel Bassani (Honda)         |                                         | Massimo Roccoli (MV Agusta)     | Michele Pirro (Ducati)       |
| 2016 |                              |                                         | Massimo Roccoli (MV Agusta)     | Davide Baiocco (Ducati)      |
| 2017 |                              | Luca Bernardi (Yamaha)                  | Davide Stirpe (MV Agusta)       | Michele Pirro (Ducati)       |
| 2018 |                              | Manuel Bastianelli (Kawasaki Ninja 400) | Massimo Roccoli (Yamaha)        | Michele Pirro (Ducati)       |
| 2019 |                              | Thomas Brianti (Kawasaki Ninja 400)     | Lorenzo Gabellini (Yamaha)      | Michele Pirro (Ducati)       |
| 2020 |                              | Manuel Bastianelli (Kawasaki Ninja 400) | Luca Bernardi (Yamaha)          | Lorenzo Savadori (Aprilia)   |
| 2021 |                              | Matteo Vannucci (Yamaha)                | Davide Stirpe (MV Agusta)       | Michele Pirro (Ducati)       |
|      | Supersport SSNG              | Supersport 300                          | Supersport                      | Superbike                    |
| 2022 | Nicholas Spinelli (Ducati)   | Loenardo Carnevali (Kawasaki Ninja 400) | Marco Bussolotti (Yamaha)       | Michele Pirro (Ducati)       |
| 2023 |                              | Bruno Ieraci (Kawasaki)                 | Simone Corsi (Yamaha)           | Lorenzo Zanetti (Ducati)     |
| 2024 |                              | Alfonso Coppola (Kawasaki)              | Davide Stirpe (Ducati)          | Michele Pirro (Ducati)       |

##### Trofeu Nacional (2012-2017)
| Any  | Superstock 600           | Open 600 Pirelli-Michelin-Cup | Supersport 600                     | Superstock 1000           | Superstock 1000 Pirelli-Michelin-Cup | Open 1000                 |
| ---- | ------------------------ | ----------------------------- | ---------------------------------- | ------------------------- | ------------------------------------ | ------------------------- |
| 2012 | Denis Dalpiaz (Yamaha)   | Matteo Antoni (Yamaha)        | Daniele Corradi (Kawasaki)         | Giacomo Cucci (BMW)       | Giacomo Cucci (BMW)                  | Andrea Digiannicola (BMW) |
| 2013 | Stefano Manieri (Yamaha) | Fabrizio Airoldi (Honda)      | Luca Del Canuto (Yamaha)           | Gianni Colazzo (Yamaha)   | Matteo Milanese (BMW)                | Letizia Marchetti (BMW)   |
|      |                          |                               | Supersport 600                     | Superbike 1000            |                                      |                           |
| 2014 |                          |                               | Luca Maurizio Salvadori (Kawasaki) | Fabio Marchionni (BMW)    |                                      |                           |
| 2015 |                          |                               | Massimiliano Spedale (Yamaha)      | Alessandro Valia (Ducati) |                                      |                           |
|      |                          | Moto2                         | Supersport 600                     | Superbike 1000            |                                      |                           |
| 2016 |                          | Filippo Momesso (Honda)       | Marco De Luca (Yamaha)             | Alessio Velini (BMW)      |                                      |                           |
| 2017 |                          | Giacomo Luminari (Moretti)    | Michele Magnoni (Kawasaki)         | Remo Castellarin (BMW)    |                                      |                           |

##### Classes esporàdiques
| Any  | Classe / Pilot / Moto                                 | Classe / Pilot / Moto                   |
| ---- | ----------------------------------------------------- | --------------------------------------- |
| 1978 | 750 Virginio Ferrari (Yamaha)                         |                                         |
| 1979 | 750 Leandro Becheroni (Yamaha)                        |                                         |
|      |                                                       |                                         |
| 1983 | TT 1 Filippo Suzzi (Kawasaki)                         |                                         |
|      |                                                       |                                         |
| 1985 | F1 Virginio Ferrari (Ducati / Cagiva)                 |                                         |
| 1986 | F1 Mauro Ricci (Suzuki)                               |                                         |
| 1987 | F1 Davide Tardozzi (Bimota)                           |                                         |
| 1987 | Trofeo FMI Superbike Sport Fabrizio Pirovano (Yamaha) |                                         |
| 1987 | Trofeo FMI Superbike Production Mauro Ricci (Honda)   |                                         |
|      |                                                       |                                         |
| 1990 | Open Pierfrancesco Chili (Cagiva)                     |                                         |
| 1991 | Open Marco Papa (Cagiva)                              |                                         |
| 1992 | Open Marco Papa (Cagiva)                              |                                         |
| 1993 | Open Marco Dall’Aglio (Yamaha)                        | Supermono Mauro Lucchiari (Ducati)      |
| 1994 | Open Mario Innamorati (Ducati)                        | Supermono Luca Pasini (Cagiva)          |
| 1995 |                                                       | Supermono Vittoriano Guareschi (Yamaha) |
|      |                                                       |                                         |
| 1997 | Open Franco Brugnara (Ducati)                         |                                         |

#### Campionato Italiano 125/250 GP (Coppa Italia 2011-2017)
| Any  | Meccanici                  | Sport Production             | 125 cc                      | 250 cc (a partir de 2000)   | Absolut                     |
| ---- | -------------------------- | ---------------------------- | --------------------------- | --------------------------- | --------------------------- |
| 2011 | Luca Balestrazzi (Aprilia) | M. Bronzoni (Honda)          |                             | Giuseppe Michelotto (Honda) | Jarno Ronzoni (Aprilia)     |
| 2012 |                            | Andrea Negri (Aprilia)       |                             | Roger Heierli (Honda)       | Patrizio Binucci (Aprilia)  |
| 2013 |                            | Luigi D’Esposito (Honda)     | Roberto Marchetti (Aprilia) | Roger Heierli (Honda)       | Giacomo Lucchetti (Aprilia) |
| 2014 |                            | Michele Forcella (Honda)     | Lorenzo Tiveron (Aprilia)   | Giuseppe Michelotto (Honda) | Giacomo Lucchetti (Aprilia) |
|      | Sport Production           | 125 cc                       | 250 cc                      | 250 cc (a partir de 2000)   | Absolut                     |
| 2015 | Lorenzo Linari (Honda)     | Andrea Bergamaschini (Honda) | Jarno Ronzoni (Aprilia)     | Roger Heierli (Honda)       | Jarno Ronzoni (Aprilia)     |
|      | 125 cc Sport Production    | 125 cc GP                    | 250 cc Sport Production     | 250 cc GP                   | Absolut                     |
| 2016 | Daniele Scagnetti (Honda)  | Allessandro Pozzo (Yamaha)   | Lorenzo Linari (Honda)      | Roger Heierli (Honda)       | Roger Heierli (Honda)       |
| 2017 |                            | Andrea Bergamaschini (Honda) | Lorenzo Linari (Honda)      | Jarno Ronzoni (Aprilia)     | Jarno Ronzoni (Aprilia)     |

## Estadístiques

### Campions amb més de 3 títols
A 31 de desembre de 2024
| Pilot               | Títols |
| ------------------- | ------ |
| Giacomo Agostini    | 16     |
| Tarquinio Provini   | 11     |
| Michele Pirro       | 10     |
| Walter Villa        | 8      |
| Carlo Ubbiali       | 8      |
| Umberto Masetti     | 6      |
| Massimo Roccoli     | 6      |
| Marcellino Lucchi   | 6      |
| Renzo Pasolini      | 6      |
| Nello Pagani        | 5      |
| Fabrizio Pirovano   | 5      |
| Ezio Gianola        | 5      |
| Enrico Lorenzetti   | 5      |
| Claudio Lusuardi    | 5      |
| Alfredo Panella     | 5      |
| Tonino Benelli      | 4      |
| Remo Venturi        | 4      |
| Pierfrancesco Chili | 4      |
| Paolo Casoli        | 4      |
| Maurizio Vitali     | 4      |
| Luca Cadalora       | 4      |
| Francesco Villa     | 4      |
| Eugenio Lazzarini   | 4      |

1. ↑  No es compten els títols obtinguts al Trofeu Nacional (2012-2017) ni a la Coppa Italia (2011-2017)